# Fiorello Provera
Fiorello Provera (* 31. März 1946 in Vigevano) ist ein italienischer Politiker der Lega Nord.

## Leben
Provera studierte Medizin an der Universität Padua und spezialisierte sich in Pädiatrie. Er war von 1992 bis 1996 Abgeordneter in der Camera dei deputati. Von 2004 bis 2009 war er Präsident des Provinzrats von Sondrio. Seit 2009 ist Provera Abgeordneter im Europäischen Parlament.